# Leopold von Hauffe

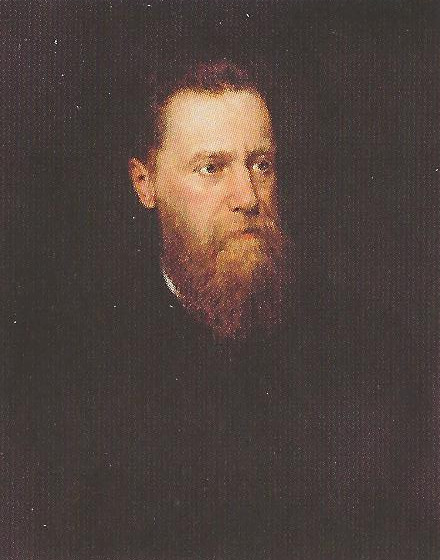
Leopold Ritter von Hauffe, Gemälde von Wenzel Ottokar Noltsch (1893)

Leopold Ritter von Hauffe (* 8. April 1840 in Judenburg; † 1. November 1912 in Wien) war ein österreichischer Maschinenbauer und Hochschullehrer. Er war Rektor der Technischen Hochschule Wien sowie der Deutschen Technischen Hochschule Brünn.

## Leben
Leopold Hauffe studierte am damaligen Joanneum in Graz und an der ETH Zürich, wo er sich 1866 auch habilitierte. Zunächst war er als Assistent am Joanneum, ab 1865 als Konstrukteur und ab 1866 als Privatdozent für Maschinenbau in Zürich tätig.
Von 1867 bis 1873 war er als ordentlicher Professor für Maschinenbau an der Deutschen Technischen Hochschule in Brünn, im Jahr 1870 wurde er dort zum Rektor gewählt. Von 1873 bis zu seiner Emeritierung im Jahr 1903 war er ordentlicher Professor des Maschinenbaues an der Technischen Hochschule Wien. In den Studienjahren 1877/78 bis 1880/81 sowie 1885/86 bis 1891/92 stand er als Dekan der Maschinenbauschule vor. Im Studienjahr 1881/82 wurde er zum Rektor der Technischen Hochschule gewählt. Während seines Rektorates wurde im Rahmen der Ingenieurschule ein einjähriger kulturtechnischer Kurs eingeführt. 
1887 wurde er in den Ritterstand erhoben und 1888 zum Hofrat ernannt. 1899 erfolgte die Berufung in den österreichischen Reichsrat als Mitglied des Herrenhauses.
Hauffe starb 1912 im Alter von 72 Jahren und wurde am Friedhof Hietzing bestattet. In seiner wissenschaftlichen Arbeit beschäftigte er sich mit der Konstruktion und Entwicklung von Kraftmaschinen und Hebezeugen.